# 2010年世界房車錦標賽比利時站
2010年世界房車錦標賽比利時站是2010年度世界房車錦標賽的第四站賽事，正式比賽在2010年6月20日於比利時佐爾德爾賽道上舉行。這是歷來第二次在比利時舉行賽事。第一回合由SR-Sport車隊的泰基尼勝出，第二回合由寶馬車隊的派奧勝出。